# Dorval
Dorval é uma cidade do Canadá, província de Quebec. Foi fundida com com Montreal em 2001, tornando-se bairro da cidade. Dorval recuperou sua independência em 1 de janeiro de 2006. O principal aeroporto servindo a região metropolitana de Montreal, Aeroporto Internacional Pierre Elliott Trudeau, está localizado na cidade. Sua população é de 17 706 habitantes (do censo nacional de 2001).

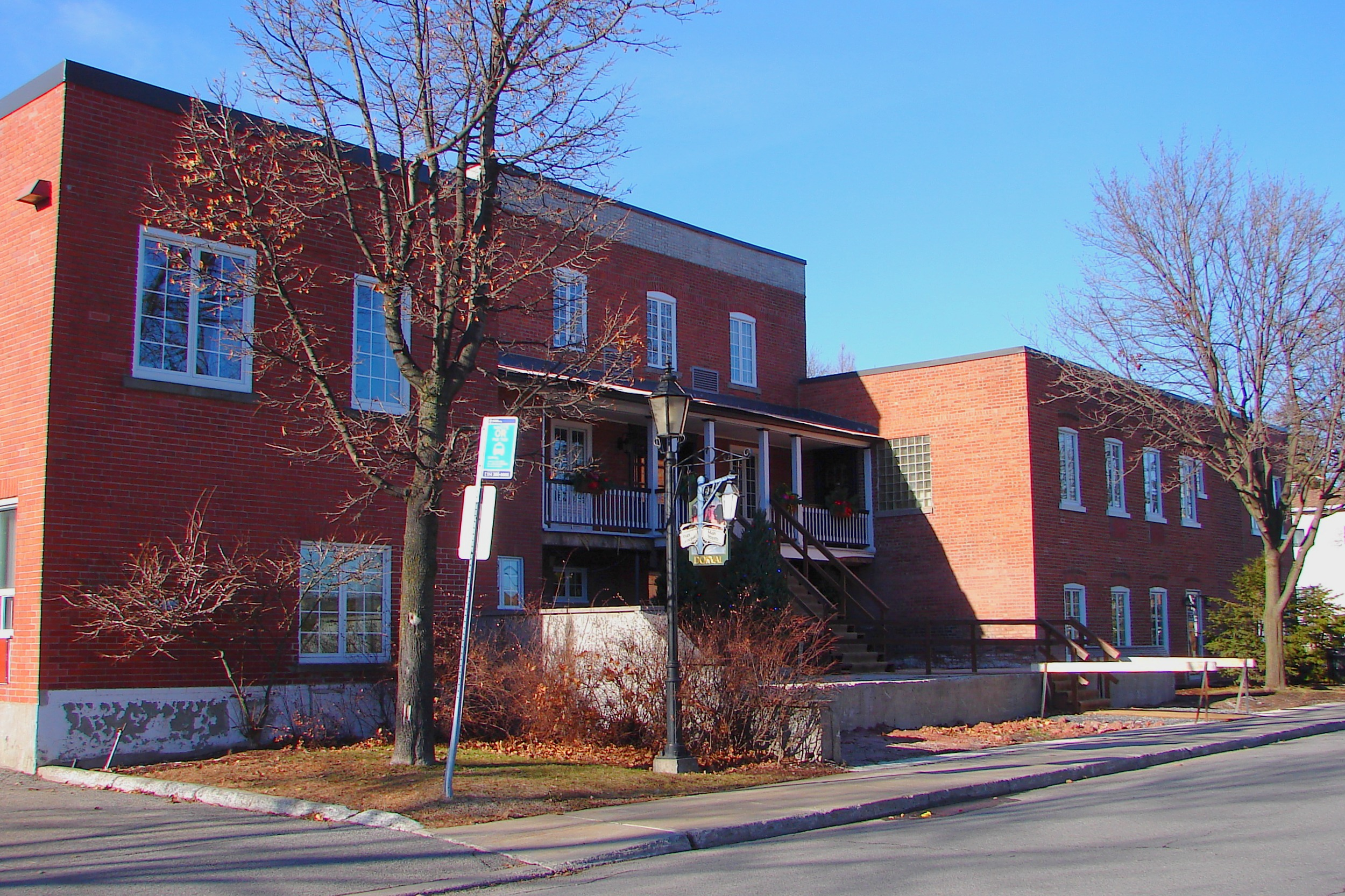
Paços do concelho